# Епархия Арасуаи
Епархия Арасуаи (лат. Dioecesis Arassuahyensis) — епархия Римско-католической церкви с центром в городе Арасуаи, Бразилия. Епархия Арасуаи входит в митрополию Диамантины. Кафедральным собором епархии Арасуаи является церковь святого Иосифа.

## История
25 августа 1913 года Римский папа Пий X учредил епархию Арасуаи, выделив её из епархии Диамантины.

## Ординарии епархии
- епископ Serafim Gomes Jardim da Silva (1914—1934)
- епископ José de Haas (1937—1956)
- епископ José Maria Pires (1957—1965)
- епископ Altivo Pacheco Ribeiro (1966—1973)
- епископ Silvestre Luís Scandián (1975—1981)
- епископ Crescênzio Rinaldini (1982—2001)
- епископ Dario Campos (2001—2004)
- епископ Severino Clasen (2005 — 6.07.2011), назначен епископом Касадора
- епископ Marcello Romano (13.06.2012 — по настоящее время)

## Источник
- Annuario Pontificio, Ватикан, 2007